# لانگ نیونتون
لانگ نیونتون (به انگلیسی: Long Newnton) یک روستا و محله مدنی در بریتانیا است که در Cotswold واقع شده‌است. لانگ نیونتون ۲۱۱ نفر جمعیت دارد.